# يوسي بنايون
يوسف شاي (يوسي) بنايون (بالعبرية: יוסף שי (יוסי) בניון) (مواليد 5 مايو 1980، ديمونة) لاعب كرة قدم إسرائيلي من أصول يهودية مغربية. بدأ مسيرته الكروية مع نادي هبوعيل بئر السبع في موسم 1997/1998، ولعب معهم 25 مباراة وسجل 15 هدف، وفي عام 1998 انتقل إلى نادي مكابي حيفا، ولعب معهم حتى عام 2002، وشارك معهم في 130 مباراة وسجل 55 هدف، وفي عام 2002 انتقل إلى نادي ريسينغ سانتاندر الإسباني، ولعب معهم حتى عام 2005، وشارك معهم في 101 مباراة وسجل 21 هدف، ومنذ عام 2005 وهو يلعب مع نادي وست هام يونايتد الإنجليزي حتى عام 2007، وفي 13 يوليو 2007 انتقل إلى نادي ليفربول الإنجليزي. وقد بدأ باللعب مع منتخب إسرائيل لكرة القدم في عام 1998. وفي عام 2006 أصبح بنايون قائد المنتخب. انتقل يوسي إلى نادي تشيلسي الإنجليزي في الـ 3 من يوليو 2010 بصفقة تراوحت قيمتها £5.5 مليون. وبعد تسع سنوات في انكلترا، عاد يوسي بنايون في يونيو 2014 إلى اللعب في الدوري الإسرائيلي الممتاز.

## مسيرته الكروية
لعب يوسي بنايون خلال مسيرته الاحترافية مع 11 ناديًا في ستة وعشرون موسمًا وسجل خلالها 155 هدف ضمن 598 مباراة. حيث فاز في موسم واحد بالكأس وفي موسمين بالدوري.
خاض يوسي بنايون مسيرته مع نادي هبوعيل بئر السبع في موسم 1997–98 لمدة موسم واحد، مشاركًا في 25 مباراة سجل خلالها 15 هدفًا. ثم انتقل إلى نادي مكابي حيفا في موسم 1998–99 في المرة الأولى ليلعب معه أربعة مواسم ثم في موسم 2014–15 ولمدة موسمين، حيث شارك طوالها في 185 مباراة سجل خلالها 74 هدفًا. لينتقل بعدها إلى نادي راسينغ سانتاندير في موسم 2002–03 واستمر معه طيلة ثلاثة مواسم، مشاركًا في 101 مباراة سجل خلالها 21 هدفًا. ثم انتقل إلى نادي وست هام يونايتد في موسم 2005–06 واستمر معه طيلة ثلاثة مواسم، مشاركًا في 69 مباراة سجل خلالها 8 أهداف. هذا وانتقل لاحقًا إلى نادي ليفربول في موسم 2007–08 واستمر معه طيلة ثلاثة مواسم، مشاركًا في 92 مباراة سجل خلالها 18 هدفًا. ثم انتقل بعدها إلى نادي تشيلسي في موسم 2010–11 في المرة الأولى ولمدة موسمين ثم في موسم 2012–13 لمدة موسم واحد، مشاركًا طوالها في 14 مباراة سجل خلالها هدفًا واحدًا. ليعود وينتقل من جديد، لكن هذه المرة إلى نادي أرسنال في موسم 2011–12 لمدة موسم واحد، مشاركًا في 19 مباراة سجل خلالها 4 أهداف. لينتقل بعدها إلى نادي كوينز بارك رينجرز في موسم 2013–14 لمدة موسم واحد، مشاركًا في 16 مباراة سجل خلالها 3 أهداف. ثم لعب في نادي مكابي تل أبيب في موسم 2016–17 لمدة موسم واحد، مشاركًا في 26 مباراة سجل خلالها هدفًا واحدًا. ليعود ويرتحل عنه إلى مكابي بتاح تكفا في موسم 2017–18 ولمدة موسمين، مشاركًا في 22 مباراة سجل خلالها 7 أهداف. ثم انتقل إلى نادي بيتار القدس في موسم 2018–19 لمدة موسم واحد، مشاركًا في 29 مباراة سجل خلالها 3 أهداف.